# Établissement correctionnel de Lo Wu
L'établissement correctionnel de Lo Wu (en chinois : 羅湖懲教所) est la plus grande prison pour femmes de Hong Kong.
Selon un article de presse de 2020, environ 40 % des détenues sont d'origine non chinoise.

## Histoire
Le site de la prison est à l'origine une installation des forces britanniques appelée « camp de Lo Wu », qui est plus tard utilisée pour accueillir des réfugiés vietnamiens (en),. Pour aider à réduire la surpopulation carcérale, la base militaire est convertie en établissement pénitentiaire à sécurité minimale qui, une fois achevé en août 1997, dispose d'une capacité de 208 personnes.
Le surpeuplement du système pénitentiaire demeure un problème. Par conséquent, le gouvernement élabore des plans pour réaménager l'établissement correctionnel de Lo Wu afin de disposer d'un total de 1 400 places pénitentiaires, soit une augmentation de près de 1 200. En juillet 2006, le plan de réaménagement est approuvé par la commission des finances du conseil législatif,.
Les travaux commencent en avril 2007 par l'entreprise Yau Lee Group,. Le contrat de conception et de construction est administré par le département des services d'architecture du gouvernement de Hong Kong. Une cérémonie d'achèvement des travaux a lieu le 11 août 2009.
Le projet est terminé en avril 2010 et le nouvel établissement commence ses activités le 2 juillet 2010, lorsque les 135 premières détenues arrivent depuis l'établissement correctionnel de Chi Ma Wan, qui est ensuite fermé pour réaménagement. D'autres viennent de l'établissement correctionnel de Lai Chi Kok, qui ferme également ses portes et fusionne ensuite avec le centre d'accueil de Lai Chi Kok,.
Le chef de l'exécutif de Hong Kong, Donald Tsang, inaugure officiellement le nouvel établissement pénitentiaire de Lo Wu le 24 août 2010. Le projet de réaménagement a coûté environ 1,5 milliard HK$.

## Description
La prison a une capacité de 1 400 personnes. Elle abrite des femmes adultes condamnées et en détention provisoire. Il y a trois ailes. L'aile principale à sécurité minimale a une capacité de 600 places. Les ailes est et ouest à sécurité moyenne disposent chacune de 400 places.
Situé dans une zone rurale sans système d'égout public, l'établissement correctionnel de Lo Wu est construit avec sa propre station d'épuration à bioréacteur à membrane.

## Détenues notables
- Agnes Chow – activiste (jusqu'au 31 décembre 2020)
- Cyd Ho (en) – ancienne députée
- Yau Wai-ching – ancienne députée[13]
- Tiffany Yuen (en) – ancienne conseillère de district[14]